# Listă de filme de groază din anii 1910
Aceasta este o listă de filme de groază din anii 1910.